# Quimbolona

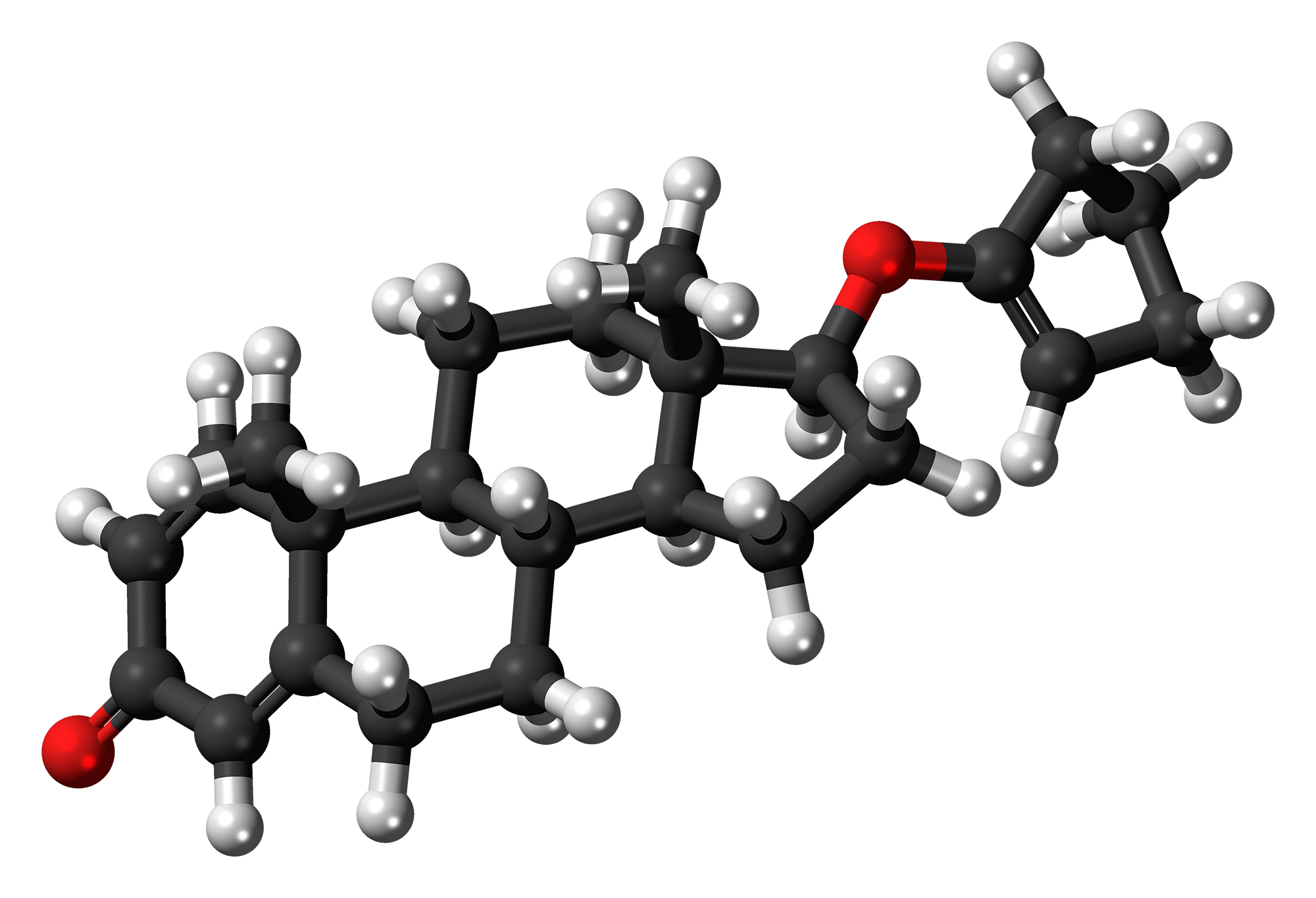
Representación de la quimbolona.

La quimbolona es una sustancia anabolizante sintética relacionada con las hormonas sexuales masculinas. Los usos médicos de esta sustancia incluyen algún problema hormonal en el hombre, pubertad tardía y pérdida muscular debido a ciertas enfermedades. Los fisioculturistas y los atletas suelen consumir quimbolona para crear masa muscular y mejorar el desempeño atlético, pero su consumo es ilícito y nocivo. El abuso de la quimbolona se ha relacionado con muchos problemas de salud.
La quimbolona es un esteroide oral que se ha diseñado para no ser tóxico a nivel de hígado. Desafortunadamente, los resultados positivos solo han sido demostrados con altas dosis, pero, aun así, es más efectivo que otros compuestos similares como la boldenona.

## Historia
Son hormonas masculinas cuyos efectos fueron identificados y utilizados durante la Segunda Guerra Mundial para la recuperación del agotamiento físico, las quemaduras e intervenciones quirúrgicas. También fueron usados para restablecer el peso de los supervivientes de los campos de concentración alemanes.
Sin embargo, su uso no terapéutico empezó en los años 50, cuando los fisioculturistas la empezaron a utilizar para fortalecer los músculos. Fue entonces cuando esta droga se difundió entre deportistas de otras especialidades, hasta que en la actualidad fue prohibido su uso y se castiga a los competidores que lo utilizan.

## Mecanismo de acción
La quimbolona se trata de un derivado de testosterona de la clase B. Son compuestos alquilados en la posición 17-alfa-hidroxi que se pueden administrar por vía oral debido a su mayor resistencia a metabolismo hepático y, por tanto, resisten el efecto de primer paso hepático. Viajan unidas a proteínas plasmáticas y tienen poca afinidad por las globulinas fijadoras de hormonas gonadales, por lo que se unen preferentemente a la albúmina. La interacción de este tipo de compuesto con el receptor androgénico contribuye a sus acciones farmacológicas. La unión del ligando induce cambios conformacionales en el dominio de unión al ligando lo que puede modular las interacciones proteína-proteína entre el receptor androgénico y los correguladores.

## Acciones
1. Desarrollo de la masa muscular por el aumento de la síntesis proteica e hipertrofia de la fibra muscular esquelética, acompañado de un incremento de la fuerza.
2. A dosis altas, disminuyen las HDL por activación de la lipoproteinlipasa hepática y aumentan las LDL y las apolipoproteínas (lo que le confiere un perfil aterogénico).
3. Favorecen la mineralización ósea.
4. Estimulan la producción de eritropoyetina y la síntesis hepática del factor C del complemento.
5. Estimulan el crecimiento y secreción de las glándulas sebáceas, favoreciendo infecciones y aparición de acné.

## Efectos adversos
El abuso de quimbolona interfiere en la producción de hormonas en el organismo, causando cambios reversibles e irreversibles. Sin embargo, los efectos adversos se desarrollarán durante un uso prolongado
1. Dolor de cabeza
2. Retención de líquido
3. Irritación gastrointestinal
4. Diarrea
5. Piel grasa
6. Hipertensión
7. Acné
8. Ginecomastia
9. Dolor en los senos
10. Atrofia testicular